# Käina laht
Käina laht är en flad i västra Estland. Den ligger i Käina kommun i Hiiumaa (Dagö), 130 km sydväst om huvudstaden Tallinn.
Fladens storlek är omkring 9 km2 och den skiljer ön Kassari i söder från Dagö i norr. Vägbankar mellan nämnda öar avgränsar fladen i såväl öster som väster. Fladen är dock förbunden med det omkringliggande havet genom smala utlopp. Fladen är mycket grund, största djup är omkring en meter, och dess stränder består av våtmark och vass. 
Inlandsklimat råder i trakten. Årsmedeltemperaturen i trakten är 5 °C. Den varmaste månaden är augusti, då medeltemperaturen är 18 °C, och den kallaste är januari, med −6 °C.

## Galleri

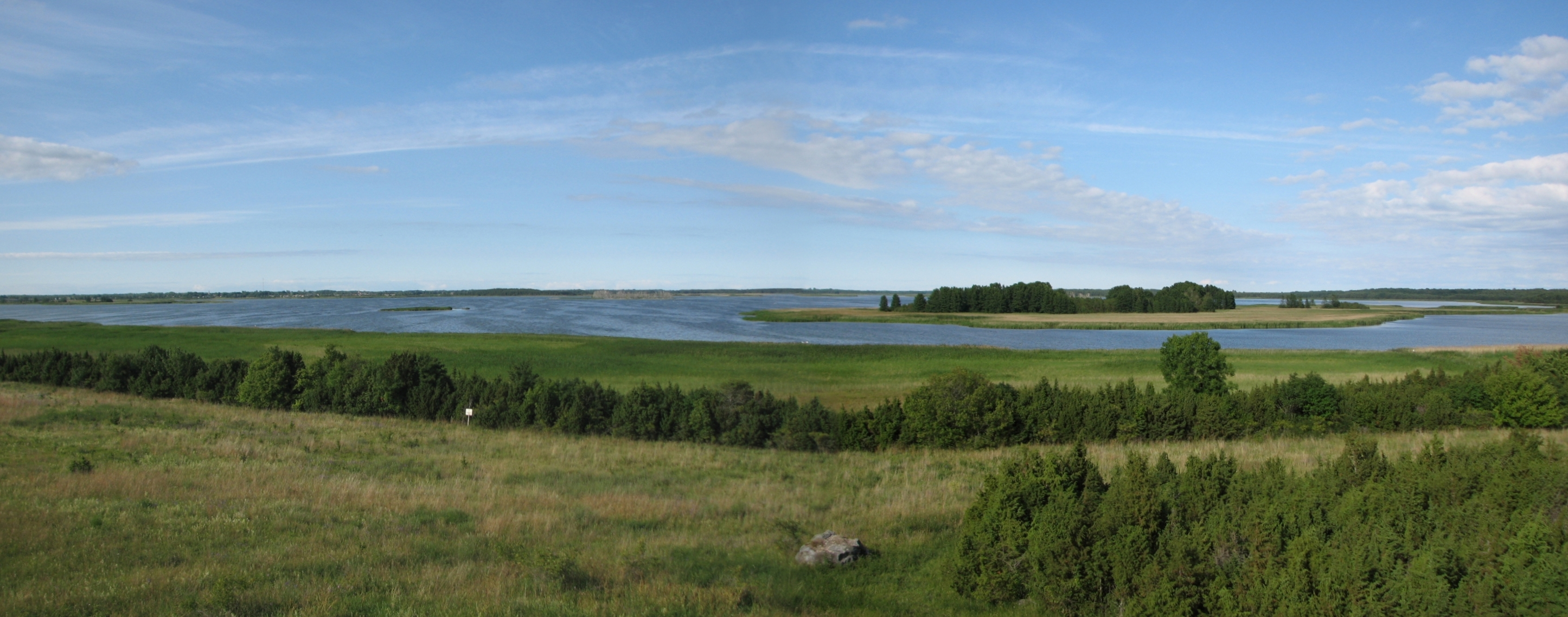
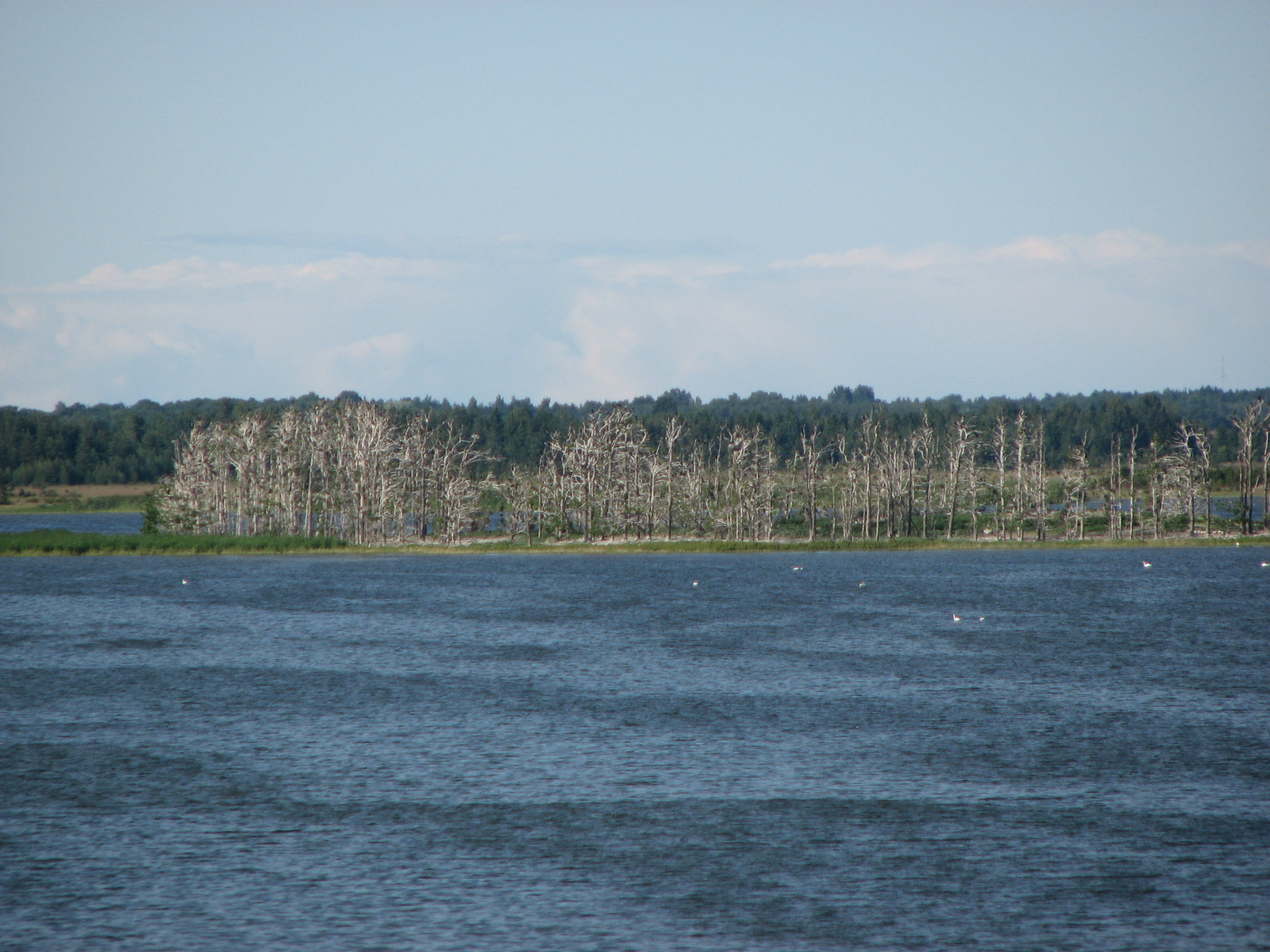
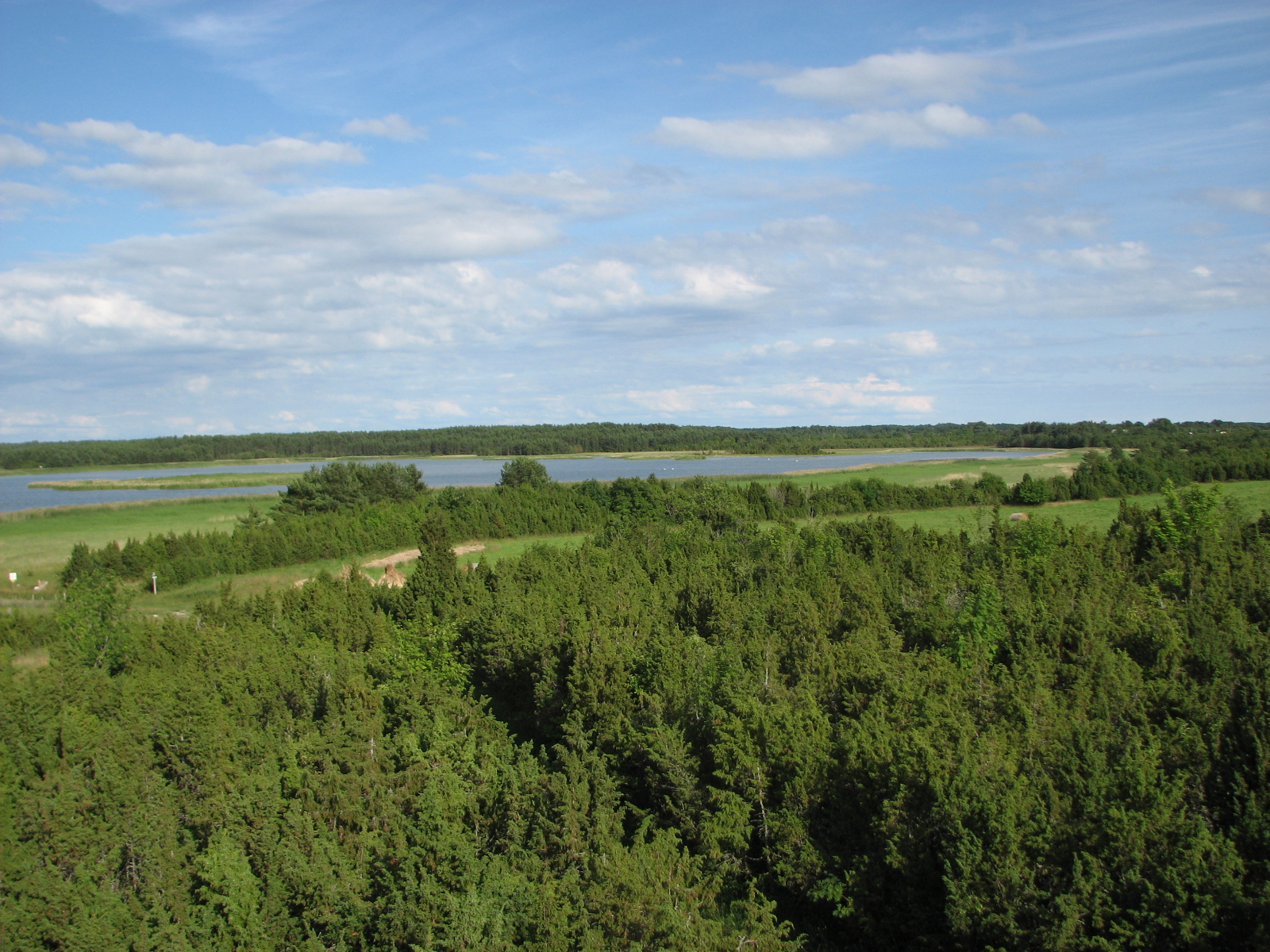
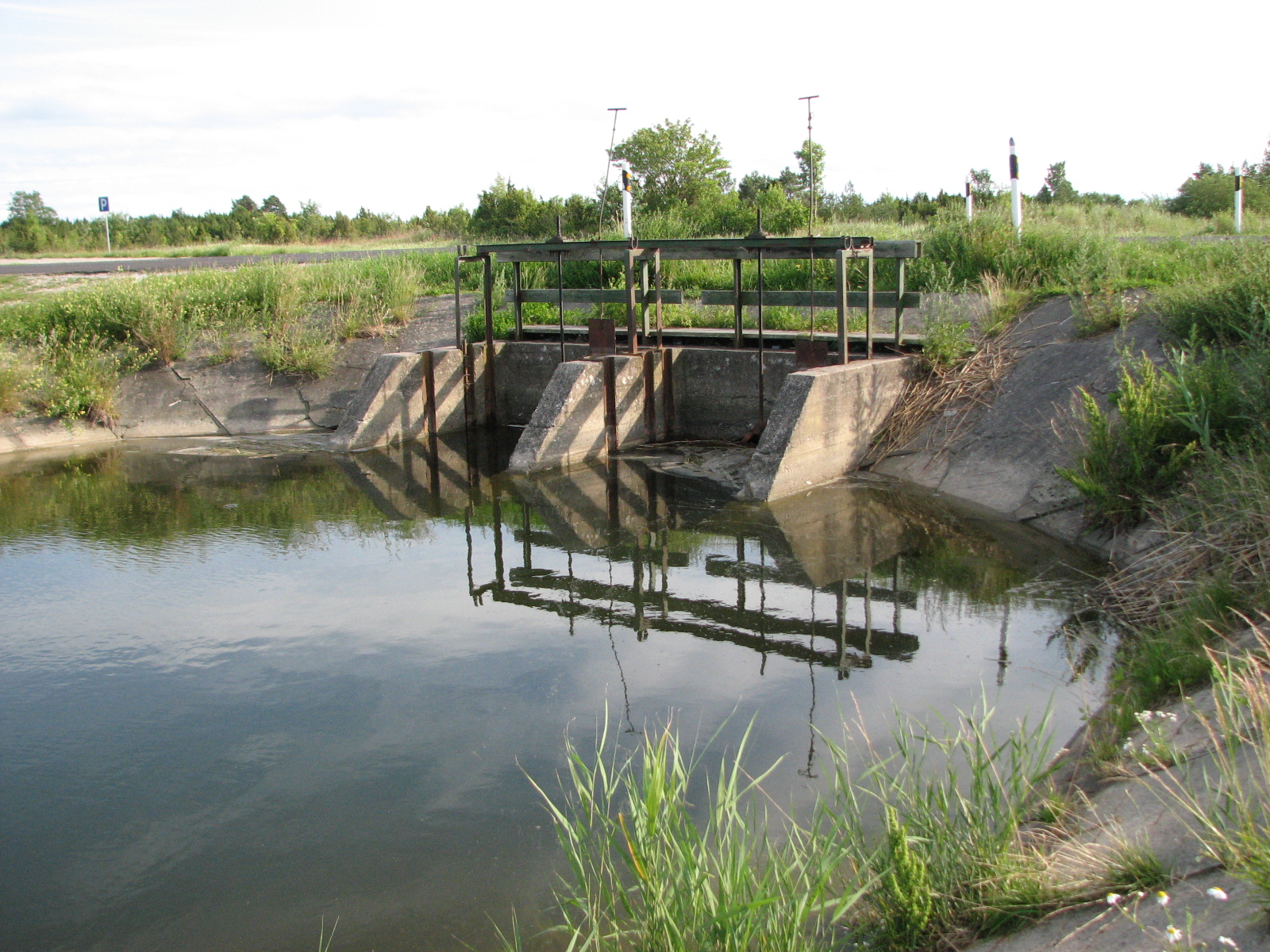
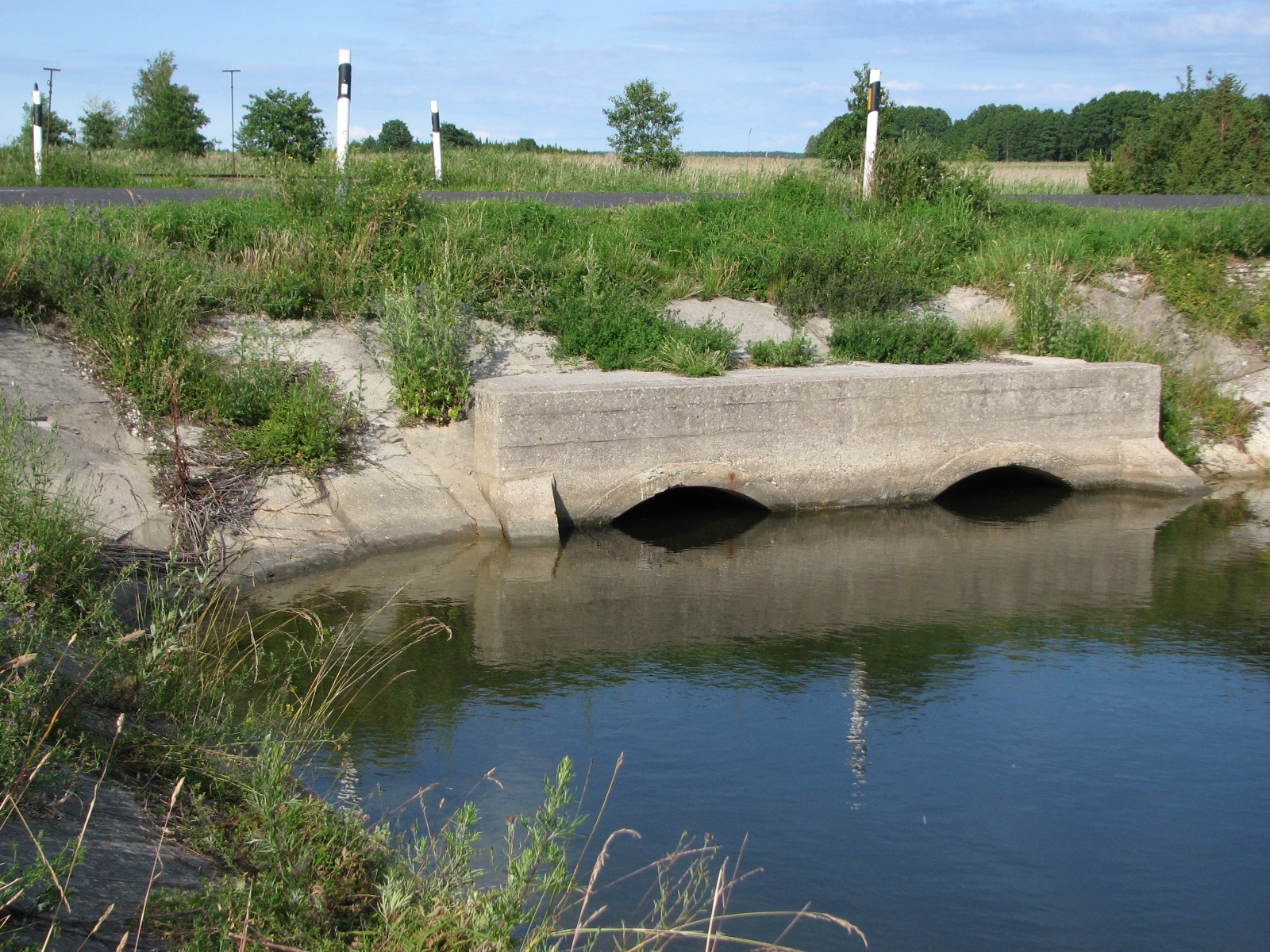
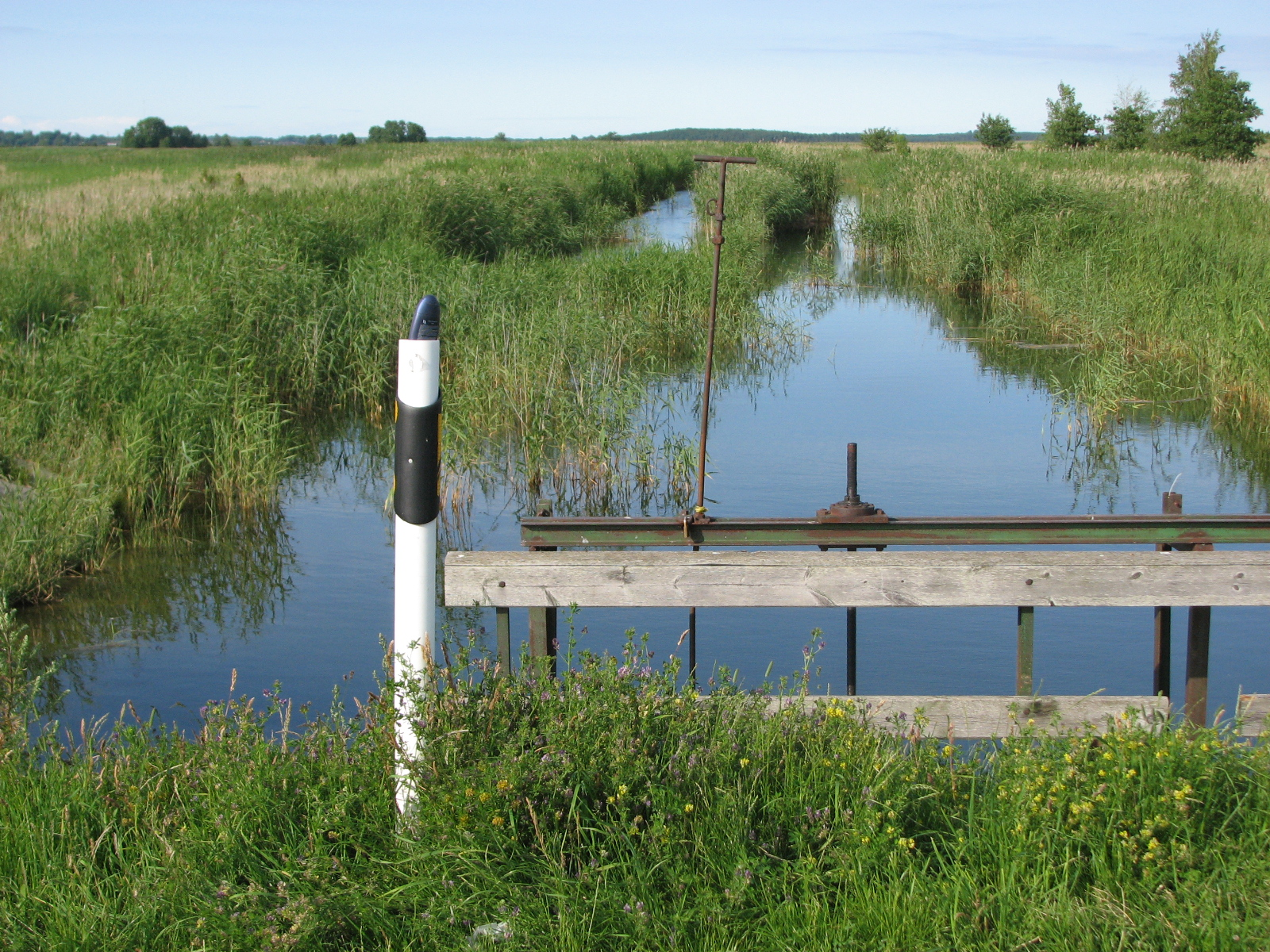
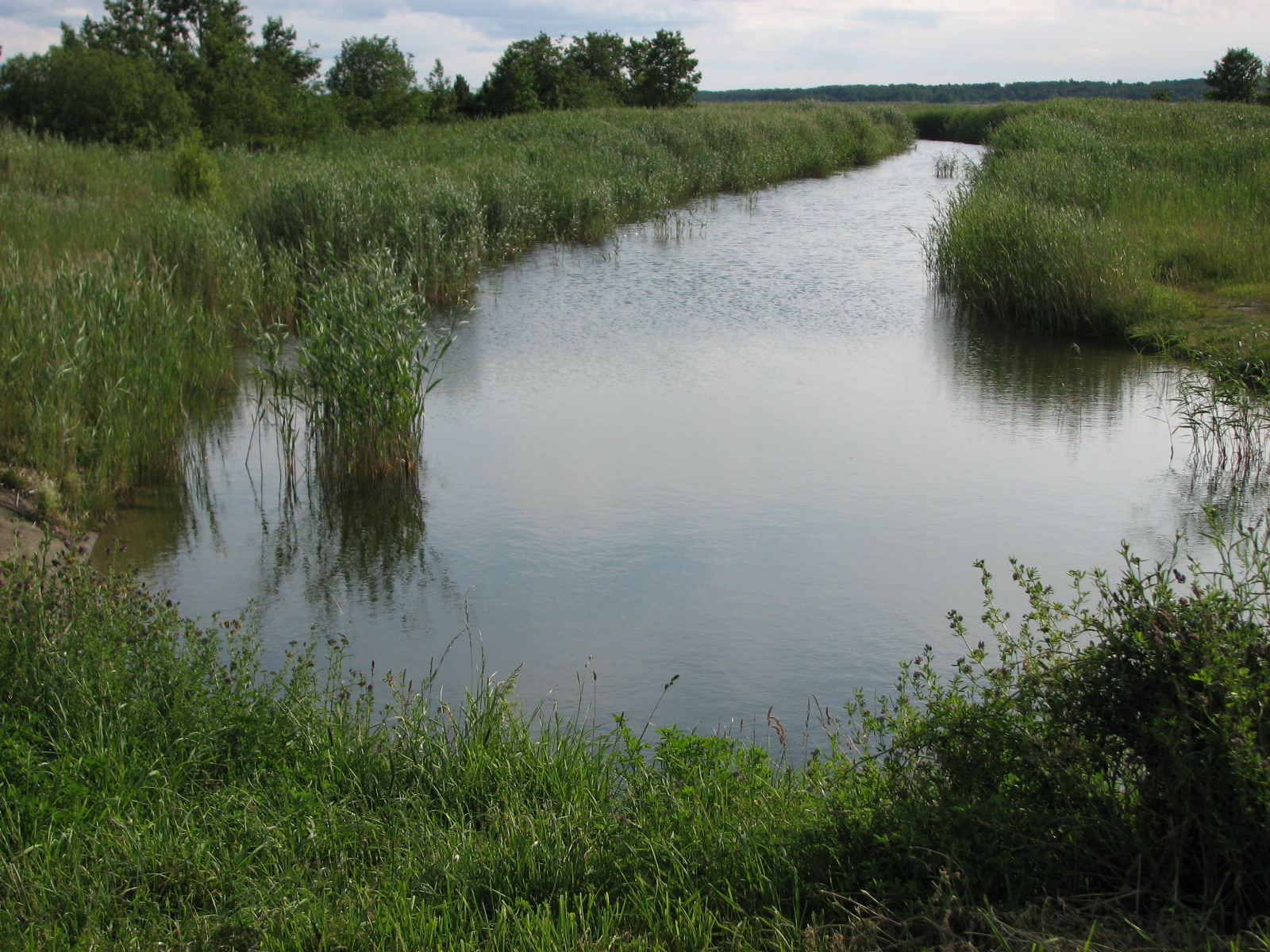

### Fotnoter
1. ↑  Käina laht hos Geonames.org (cc-by); post uppdaterad 1995-04-02; databasdump nerladdad 2015-09-05
2. ↑  ”NASA Earth Observations Data Set Index”. NASA. Arkiverad från originalet den 11 maj 2020. https://web.archive.org/web/20200511075542/https://neo.sci.gsfc.nasa.gov/dataset_index.php. Läst 30 januari 2016.